# 雪蘭莪足球會
雪蘭莪足球會（英文：Selangor F.C.，简称为雪兰莪队）是馬來西亞雪兰莪的一家足球會，成立於1936年，現時參與馬來西亞足球超級聯賽。雪兰莪是马来西亚夺冠次数最多的球会，曾经赢得33次马来西亚杯冠军，7次马来西亚超级足球联赛(顶级联赛)冠军，2次马来西亚首要足球联赛(次级联赛)冠军，7次马来西亚FAM足球联赛(丙级联赛)冠军，5次马来西亚足总杯冠军以及8次慈善盾冠军。

## 简介
在1905年，雪兰莪足球联赛协会成立，负责管理雪兰莪州内足球活动。在1926年，由于出现内部茅盾，一批成员离开了雪兰莪足球联赛协会，续而成立新的组织--雪兰莪足球协会，以团结雪兰莪州内所有球队。随后，雪兰莪足球协会以及雪兰莪足球联赛协会一直各自活动直至1936年2月22日，双方才决定合并两个组织并继续使用雪兰莪足球协会的名字。在马来西亚足球历史上雪兰莪足球起到了很大的作用，影响了马来西亚的足球发展。在足总杯和马来西亚杯夺冠次数为最多次，也是被大马球迷誉为除柔佛DT之外最伟大的俱乐部。2020年8月22日雪兰莪足球协会支持马来西亚足总将马来西亚足球联赛职业俱乐部化。

## 球队主场
目前球队的主场设立在莎亚南体育场。由于雪兰莪州内足球场设施众多，因此有时球队的主场也设立在其他地点，如2014年赛季，球队主场是设立在八打灵市政局体育场。在1990年代之前，球队的主场是设立在吉隆坡的默迪卡体育场。

## 球员名单
| 20   | 马来西亚 | 莫哈末·阿齐姆·阿明                  | 2001年9月20日  |
| 23   | 马来西亚 | 塞缪尔·萨默维尔（Sam Somerville）   | 1994年8月6日   |
| 31   | 马来西亚 | 希克·伊赞·纳兹雷尔                  | 2002年3月23日  |
| 33   | 马来西亚 | 卡拉穆拉奥·哈菲兹                   | 1995年7月30日  |
| 后卫 |          |                                     |                |
| 2    | 马来西亚 | 张骏和（Quentin Cheng）             | 1999年11月20日 |
| 3    | 约旦     | 莫·阿布纳迪                         | 2001年2月8日   |
| 4    | 加纳     | 里奇蒙德·安克拉                     | 2000年2月22日  |
| 5    | 泰国     | 凯文·迪隆拉姆（Kevin Deeromram）    | 1997年9月11日  |
| 14   | 马来西亚 | 兹可瑞·哈利利                       | 2002年6月25日  |
| 44   | 马来西亚 | 沙鲁纳兹姆（Sharul Nazeem）         | 1999年11月16日 |
| 55   | 马来西亚 | 哈里斯·海卡尔                       | 2002年6月22日  |
| 93   | 马来西亚 | 法兹利·马兹兰                       | 1993年12月22日 |
| 中场 |          |                                     |                |
| 6    | 马来西亚 | 诺阿·莱内（Nooa Laine）             | 2002年11月22日 |
| 8    | 约旦     | 努尔·拉瓦比德（Noor Al-Rawabdeh）   | 1997年2月24日  |
| 10   | 马来西亚 | 穆哈伊里·阿杰馬爾（Mukhairi Ajmal） | 2001年11月7日  |
| 37   | 泰国     | 比差·乌塔拉（Picha Autra）          | 1996年1月7日   |
| 40   | 英格兰   | 扎克·克拉夫（Zach Clough）          | 1995年3月8日   |
| 43   | 马来西亚 | 沙希尔·巴沙                         | 2001年9月16日  |
| 76   | 马来西亚 | 阿里夫·伊兹万                       | 2004年2月10日  |
| 77   | 马来西亚 | 阿里夫·海卡（Aliff Haiqal）         | 2000年7月11日  |
| 前锋 |          |                                     |                |
| 7    | 马来西亚 | 法赛尔·哈林（Faisal Halim）         | 1998年1月7日   |
| 9    | 巴西     | 威利安·里拉                         | 1993年12月9日  |
| 11   | 佛得角   | 阿尔文·福特斯                       | 1994年5月25日  |
| 48   | 阿富汗   | 奥米德·穆萨维                       | 2001年1月1日   |
| 91   | 巴西     | 克里戈尔                            | 2000年11月13日 |

## 球队荣誉
亚足联冠军联赛
1967年-亚军
马来西亚杯 33次
1922年，1927年，1928年（共享），1929年（共享），1935年，1936年，1938年，1949年，1956年，1959年，1961年，1962年，1963年，1966年，1968年，1969年，1971年，1972年，1973年，1975年，1976年，1978年，1979年，1981年，1982年，1984年，1986年，1995年，1996年，1997年，2002年，2005年, 2015年
马来西亚顶级联赛 6次
- 马来西亚联赛：1984年
- 甲组联赛：1989年，1990年
- 首要甲组联赛：2000年
- 超级联赛：2009年，2010年

马来西亚次级联赛 2次
- 乙组联赛：1993年
- 首要联赛：2005年

马足总联赛 5次
1960年，1961年，1962年，1966年，1968年
马来西亚足总杯 5次
1991年，1997年，2001年，2005年，2009年
马来西亚慈善盾 8次
1985年，1987年，1990年，1996年，1997年，2002年，2009年，2010年